# Baron Gorges

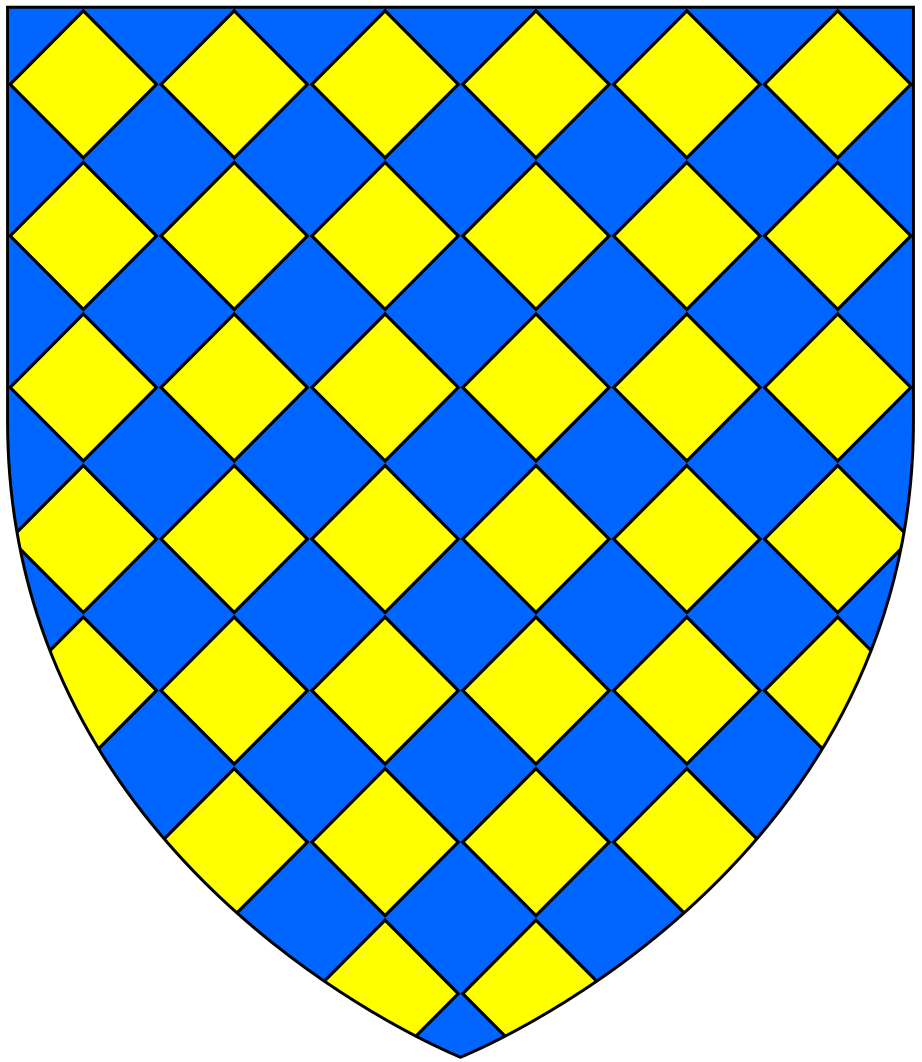
Wappen der Barone Gorges

Baron Gorges war ein erblicher britischer Adelstitel (Barony by writ) in der Peerage of England.

## Geschichte des Titels
Der Titel wurde am 4. März 1309 von König Eduard II. für den Militär Ralph de Gorges, Gutsherr von Wraxall in Somerset, geschaffen, indem dieser per Writ of Summons ins Parlament berufen wurde. Als sein einziger Sohn, der 2. Baron, um 1325 unverheiratet und kinderlos starb, fiel der Titel in Abeyance zwischen dessen drei Schwestern Elizabeth, Eleanor und Joan.

## Liste der Barone Gorges (1309)
- Ralph de Gorges, 1. Baron Gorges († 1323)
- Ralph de Gorges, 2. Baron Gorges (1308–um 1325)